# Sant Pere de Terrassa
|  | Pel que fa al conjunt monumental de les esglésies de Sant Pere, vegeu Esglésies de Sant Pere de Terrassa#Església de Sant Pere. |

Sant Pere de Terrassa va ser un municipi de la comarca del Vallès Occidental, hereu de l'antiga Ègara romana. Actualment es un barri de la vila de Terrassa. Dins el seu terme es troba el Conjunt Monumental de les Esglésies de Sant Pere, conjunt de tres esglésies romàniques i seu de l'extint bisbat d'Ègara. L'any 1900 tenia 4.400 habitants. Constava de les parròquies següents:
- Clarà
- Santa Maria de Toudell
- Sant Julià d'Altura
- Sant Martí de Sorbet
- Sant Miquel de Toudell
- Sant Pere de Terrassa (cap del municipi)
- Sant Quirze de Terrassa
- Sant Vicenç de Jonqueres

El terme, doncs, que pertanyia al castell de Terrassa, tenia una població fortament disseminada. A partir del segle xvi és quan comença a créixer el nucli principal, en què els propietaris dels diversos masos es construeixen una casa al llarg del carrer Major, vora les esglésies de Sant Pere. A començament del segle xix, concretament el 7 d'agost del 1800, Sant Pere adquireix l'autonomia municipal; des d'aleshores, com que el municipi encerclava el de Terrassa i impedia l'expansió de la ciutat, hi havia un litigi constant entre totes dues poblacions. A conseqüència d'aquesta disputa, la quadra de Vallparadís va passar a Terrassa el 1830, però la qüestió no es va resoldre definitivament fins a l'inici del segle xx amb la desaparició del terme de Sant Pere.
L'1 de juliol de 1904, per decret reial, el municipi fou annexionat a Terrassa (on encara el nom d'alguns barris recorda aquesta població: l'Antic Poble de Sant Pere, Sant Pere i Sant Pere Nord), Sabadell (les parròquies de Jonqueres, avui inclosa dins el barri de la Creu Alta, i Altura, dins de Ca n'Oriac) i Rubí (el sector de Castellnou). Ja el 1848 se n'havia segregat Sant Quirze de Terrassa per formar un nou municipi, més endavant anomenat Sant Quirze del Vallès, i el 1849 se n'havien segregat també les parròquies de Sant Martí de Sorbet, Sant Miquel de Toudell i Santa Maria de Toudell i la quadra de Clarà per configurar el terme municipal de Viladecavalls.

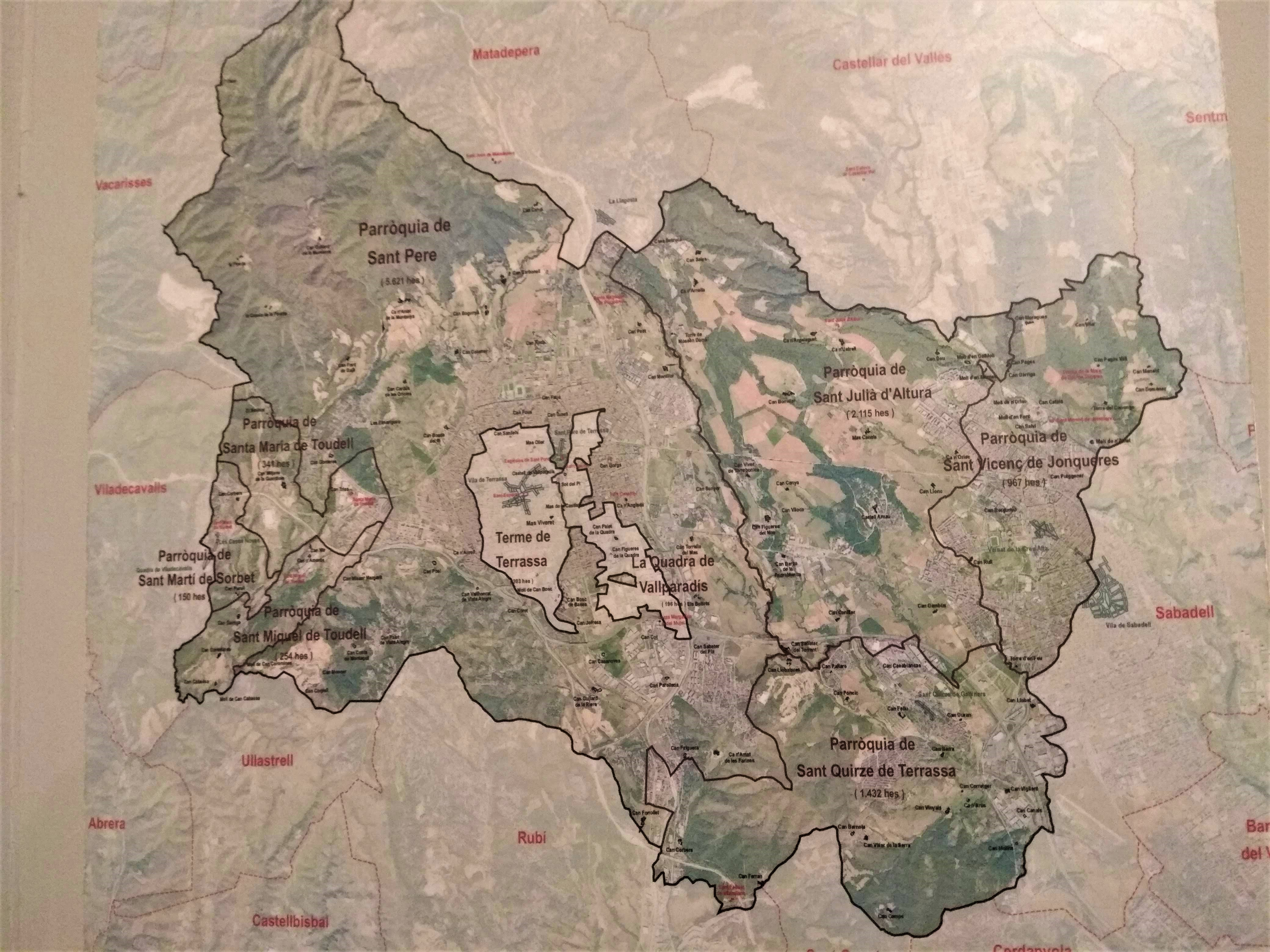
Mapa del terme municipal de Sant Pere de Terrassa entre els anys 1830 i 1848 (Museu de Terrassa, Castell de Vallparadís)

Segons el Diccionario geográfico-estadístico-histórico de España y sus posesiones de Ultramar de Pascual Madoz (1845-50), Sant Pere de Terrassa, terme essencialment agrícola, produïa cereals, vi, oli, fruites i hortalisses; s'hi criava bestiar oví i porquí i s'hi caçaven perdius, llebres i conills, i s'hi feien teixits de cotó.